# Bank of Africa (Madagascar)
La Bank of Africa Madagascar est la banque malgache du groupe Bank of Africa, principalement active sur le marché des particuliers et des entreprises à Madagascar, un des quatre marchés domestiques du groupe.
La BOA Madagascar commercialise sur le marché malgache un éventail complet de services financiers auprès des particuliers, indépendants, titulaires de professions libérales, entreprises et organisations publiques.

## Historique
À la suite de l'accord de paix franco-malgache contraignant le gouvernement malgache à emprunter dix millions de francs auprès d'une banque française, le Comptoir national d'escompte de Paris entame son installation à Madagascar en 1885 et ouvre une première agence à Antsiranana, alors Diego-Suarez, en 1891. Il y entretenait alors sept agences et sous-agences aux quatre coins du pays. Le CNEP installe son siège dans son bâtiment iconique dans le quartier d'Antaninarenina à Antananarivo en 1905 et maintient sa présence sur l'île jusqu'en 1960, année à laquelle il cède sa filiale malgache à des actionnaires privés locaux.
À l'indépendance, la CNEP devient la Banque malgache d'escompte et de crédit et entame une modernisation de ses structures. Toutefois, à la suite de la montée du régime socialiste, la BMEC se voit nationalisée et prends le nom de Bankin'ny Tantsaha Mpamokatra (en français : Banque des agriculteurs producteurs).
En novembre 1999, la privatisation de la BTM et l'actionnariat est partagé entre l'African financial holding (34,6%), la Société financière internationale (14%), la Société néerlandaise de financement du développement (10%), d'actionnaires privés malgaches (26,3%) et d'autres (0,1%). L'État malgache décida cependant de maintenir 15% du capital.
À l'occasion du vingtième anniversaire de l'installation de la Bank of Africa à Madagascar, celle-ci inaugure, le 10 décembre 2019 à Andraharo, son nouveau siège social en présence de Rivo Rakotovao alors président du Sénat. Des travaux débutèrent alors pour un réaménagement de son ancien siège iconique à Antaninarenina.
Ainsi, le 23 mai 2024, un centre culturel est ouvert au premier étage de l'agence centrale. Celui-ci dispose d'une variété d’epaces dédiés à diverses diciplines artistiques et culturelles.